# Michał Daszek
Michał Daszek (* 27. Juni 1992 in Tczew) ist ein polnischer Handballspieler.

## Karriere
Der 1,82 m große und 85 kg schwere rechte Außenspieler spielte zunächst für die polnischen Vereine MKS Sambor Tczew, SMS Gdańsk und ab 2011 für MMTS Kwidzyn. Seit Sommer 2014 läuft der Linkshänder für den Vizemeister von 2014 Wisła Płock auf. Im Februar 2021 übertraf Daszek mit 18 Toren den Torrekord von Arkadiusz Moryto in der polnischen PGNiG Superliga Mężczyzn um einen Treffer. Mit Płock erreichte er 2020/21 und 2021/22 das Halbfinale der EHF European League. 2022, 2023 und 2024 gewann er den polnischen Pokal sowie 2024 und 2025 die Meisterschaft.
Michał Daszek steht im Aufgebot der Polnischen Nationalmannschaft. Er stand im erweiterten Kader für die Europameisterschaft 2014, wurde aber nicht für das Endturnier berücksichtigt. Er nahm an den Olympischen Spielen 2016 in Rio de Janeiro teil. Bisher bestritt er 148 Länderspiele, in denen er 385 Tore erzielte.